# 樊能
樊 能（はん のう、生没年不詳）は、中国後漢時代末期の武将。

## 正史中の事跡
劉繇配下。樊能は于糜と共に長江の横江津に駐屯し、同じく当利口に駐屯する同僚の張英と連動して、勢力拡張を企む袁術に備えていた。袁術は、揚州刺史恵衢や呉景・孫賁らを派遣して劉繇を攻撃させたが、樊能ら劉繇の部将たちの防御は厚く、数年経っても撃破出来なかった。
しかし興平元年（194年）、孫策が呉景らを救援すると、戦況は一変した。孫策は、呉景らが数年がかりでも攻略できなかった樊能らを瞬く間に撃破し、劉繇が篭っていた牛渚の要塞も陥落させた。樊能と于糜は、一旦は牛渚を取り戻したものの、軍を返した孫策の攻撃を受け、またしても敗退してしまった。これ以後、史書には記述が見当たらない。

## 物語中の樊能
小説『三国志演義』では、同僚の于糜を捕らえた孫策を追撃しようとしたが、孫策の大喝に驚き落馬して死んでしまう。